# Підлозці
Підлозці́ — село в Україні, у Підлозцівській сільській громаді Дубенського району Рівненської області. Розміщене за 30 км від залізничної станції Гнідава. Поблизу протікає річка Стир. Населення — 507 осіб.
До 2015 адміністративний центр однойменної сільської ради.  Сільраді були підпорядковані села Ставрів, Велике, Загатинці, Топілля.
У 2016 році було створено Підлозцівську ОТГ. Голова ОТГ — Костюкевич Микола Олександрович.

## Географія
Село розташоване на лівому березі річки Стир.

## Герб
У лазуровому щиті з лазуровою базою золоте сонце, що виходить зверху, без зображення обличчя. Поверх всього п'ять зелених дерев із золотими стволами, поверх яких зелені дерева, що виходять із боків щита.

## Історія
Село Підлозці (Подлозцы) згадується в «Історико-статистичному описі церков та приходів Волинської єпархії», виданому у 1889  р. у Почаєві. Там сказано, що жителі села є прихожанами Ставрівської церкви.
Поселення почало активно розбудовуватися у ХХ ст. У 1906 році село Ярославицької волості Дубенського повіту Волинської губернії. Відстань від повітового міста 31 верст, від волості 11. Дворів 88, мешканців 485. 
7 (20) листопада 1917 року, відповідно до Третього Універсалу Української Центральної Ради, увійшло до складу Української Народної Республіки.
У 1939 р. у Підлозцях виникла сільська рада. Її головою став Феодосій Васильович Лунь. У 1940 р. тут створили колгосп ім. Калініна, який очолила Агафія Шпак. Перед війною в артілі нараховувалося 45 чоловік.
Після Другої світової війни в 1950 році колгосп відбудувався. Головою обрали І. А. Ковальчука. На перших порах в колгосп подали заяви 28 селян. Більшість громадян хотіли обробляти землю самостійно.
Було зведено Обеліск Слави воїнам, які загинули в роки війни.
У 1958 р. у Підлозцях створили колгосп «Комуніст». До нього приєдналися господарства з сіл Ставрів, Топілля, Загатинці, Велике. Головою правління обрали А. П. Козака.
На теренах Підлозцівської сільської ради у воєнний та повоєнні період велася запекла політична боротьба. Чимало жителів потерпіли від радянського режиму.
У зв'язку з аварією на Чорнобильської АЕС на території Підлозцівської сільської ради почалося будівництво нового поселення для потерпілих від лиха людей. Сюди переселилися мешканці з північних районів області. На той час діяли два основні колективні сільськогосподарські підприємства: сільськогосподарський виробничий кооператив «Нива» (засновник М. А. Волянський), товариство з обмеженою відповідальністю «Салют — 2000» (директор В. М. Мартинюк).
12 червня 2020 року, відповідно до розпорядження Кабінету Міністрів України № 722-р від «Про визначення адміністративних центрів та затвердження територій територіальних громад Рівненської області», увійшло до складу Підлозцівської сільської громади.
19 липня 2020 року, в результаті адміністративно-територіальної реформи та ліквідації Млинівського району, село увійшло до складу Дубенського району.

## Сучасність
На сьогоднішній день у селі функціонують школа-ліцей, дошкільний навчальний заклад «Сонечко», будинок культури, бібліотека, амбулаторія сімейної медицини, продовольчі та промислові магазини. Є православний Свято-Миколаївський храм, збудований у 1994 році. У Підлозцях на честь 2000-річчя Різдва Христового відкрито та освячено капличку. На території села діє ТзОВ «Хавест-Агро», засновник  Маркус Шютте.
Населення — 750 осіб.
Престольний празник — на Миколая.